# Koehlermetra porrecta
Koehlermetra
Genre
Espèce
Koehlermetra porrecta, unique représentant du genre Koehlermetra, est une espèce de comatules de la famille des Thalassometridae.

## Description
C'est une petite Thalassometridae pâle avec jusqu'à vingt bras, arrondis à l'avant. Les brachiales secondaires sont au nombre de 2 ou 4. Brachiales proximales lisses. Les brachiales tertiaires suivent les brachiales secondaires de quatre osselets avec une syzygie entre les brachiales 2 et 3.

## Habitat et répartition
On trouve cette espèce dans les abysses de l'Atlantique, notamment en association avec les coraux d'eaux profondes. 

## Systématique
Le nom valide complet (avec auteur) de ce taxon est Koehlermetra porrecta (Carpenter, 1888).
L'espèce a été initialement classée en 1888 dans le genre Antedon sous le protonyme Antedon porrecta par Philip Herbert Carpenter (d) (1852-1891).
Le genre Koehlermetra a quant à lui été défini en 1950 par Austin Hobart Clark (1880-1954).
Koehlermetra porrecta a pour synonymes :
- Antedon flava Koehler, 1895
- Antedon porrecta Carpenter, 1888
- Crotalometra flava (Koehler, 1895)
- Crotalometra porrecta (Carpenter, 1888)
- Koehlermetra flava (Koehler, 1895)
- Thalassometra flava (Koehler, 1895)
- Thalassometra porrecta (Carpenter, 1888)

### Publications originales
- Genre Koehlermetra :
  - (en) Austin Hobart Clark, « A monograph of the existing crinoids - Part 4c: Superfamily Tropiometrida », Bulletin of the U.S. National Museum, 1950, vol. 82, p. 1-383 ; passage 100-101 (lire en ligne).
- Espèce Koehlermetra porrecta, sous le taxon Antedon porrecta :
  - (en) P. H. Carpenter, « Report on the Crinoidea collected during the voyage of H.M.S. Challenger, during the years 1873-76. Part II. The Comatulae », Reports of the Scientific Results of the Voyage of H.M.S. Challenger, série Zoology, 1888, vol. 26, n. 60), p. 1-x, 1-402, pl. 1-70 (lire en ligne).